# Agnes Nicholls
Pour les articles homonymes, voir Nicholls.
Agnes Nicholls (14 juillet 1876 [certaines sources, disent 1877] – 21 septembre 1959), est l'une des plus grandes sopranos anglaise du 20e siècle, à la fois en concert et sur scène à l'opéra.

## Biographie
Née à Cheltenham, dans la pittoresque région des Cotswolds, Nicholls est la fille d'un amoureux de musique. Elle reçoit sa première éducation à la Bedford High School, Bedfordshire (en), où elle commence des cours de chant avec le Dr H. Alfred Harding. En 1894, elle remporte une bourse d'études au Royal College of Music, où son professeur est Albert Visetti (en). Au cours de ses années d'étudiante, jusqu'en 1900, elle joue le rôle de Didon de Didon et Énée de Purcell au Lyceum Theatre, et chante trois fois en privé devant la Reine Victoria. Elle chante la pièce de soprano dans le "Requiem" de Brahms à l'âge de 19 ans.
Elle travaille à Covent Garden de 1901 à 1908. Ses premiers rôles sont Donna Elvira et Vénus dans Tannhäuser, avant de chanter Sieglinde dans La Walkyrie et Brünhilde dans Siegfried la dernière saison.
La voix de Nicholls a mûri, devenant un impressionnant instrument taillé pour les œuvres dramatiques. Ses rôles à l'opéra vont des œuvres principales de Wagner et Mozart jusqu'à la sorcière dans Hänsel und Gretel de Humperdinck.
Elle joue ensuite une série de rôles dramatiques de soprano avec les compagnies Denhof Opera Company, compagnie de l'opéra de Beecham (en) et Compagnie de l'Opéra national britannique (en) dont elle est la directrice. Son répertoire s'étend de Mozart (Comtesse, Pamina) à Verdi (Aïda, Alice Ford), Wagner (Brünnhilde, Isolde) et Strauss (La Maréchale). Tout au long de sa carrière, elle a fait aussi une longue carrière de concert notamment avec Le Messie et Elias/Elie. Elle est aussi renommée pour son interprétation de la Sainte Vierge dans The Kingdom d'Elgar.
En 1904, elle épouse un chef d'orchestre né en Irlande, Hamilton Harty, qui est devenu célèbre en tant que chef du Hallé Orchestra. Harty est anobli en 1925 et Nicholls est désignée par la suite comme Dame Harty. Il l'a souvent accompagnée au piano, lors des récitals, mais sa santé s'est détériorée dans les années 1930, et lui et sa femme sont devenus des étrangers. Harty est mort en 1941.
En juin 1906, elle chante au festival Haendel de Londres au Crystal Palace avec Emma Albani, Perceval Allen , Clara Butt, et Ben Davies (en), Charles Saunders, Wathin Mills, Kennerlèy Rumford, Robert Radford (en) et Charles Santley (en).
Harty est aussi un compositeur, et Nicholls est la première soliste dans l'une de ses compositions, l'Ode à un rossignol, en 1907 au Cardiff Festival, répété la même année, aux Proms, au Royal Albert Hall de Londres. Donnant des représentations à l'opéra  et des concerts, Nicholls chante dans de nombreux oratorios, y compris Judith de Parry et la Passion selon saint Matthieu de Bach. Sir Henry Wood, chef d'orchestre et imprésario, l'a décrit comme « une grande artiste avec une belle voix (qui) semble avoir été faite pour les arias de Bach ».
En 1908, elle participe à une production notable du cycle de L'Anneau, de Wagner, dirigé par Hans Richter où elle chante à la fois comme Sieglinde et Brünnhilde.
En septembre 1909, elle chante au Three Choirs Festival à Hereford avec les solistes Cicely Gleeson-White, Mme LeMar, Perceval Allen et Mme Siviter; contralti : Phyllis Archibald, Clara Butt, Ada Crossbey et Phyllis Lett ; ténors : John Coates (en), Gervase Elwes et Walter Hyde ; basses : Frederic Austin (en), Dalton Baker, Herbert Brown, William Higley et Robert Radford (en).
En 1910, La Royal Choral Society de Londres inaugure sa quarantième année d'existence par une audition de l'oratorio de Mendelssohn, Elie, au Royal Albert Hall. Frank Bridge dirige l'oeuvre à la tête de sept cents choristes et d'un orchestre de trois cents instrumentistes. Les solistes sont Edmond Bucke, Agnes Nicholls et Louise Kirkby Lunn.
En octobre 1911, elle chante au Festival de Norfolk et Norwich (en) dirigé par Henry Wood, avec les autres solistes Lillian Blauvelt, Ada Forrest, Louise Kirkby Lunn, Ada Crossley (en), Phyllis Lett, Ellen Beck (da), Gervase Elwes, MM. Herbert Hegner, Joseph Reed, Thorpe Bates et Wilfrid Douthitt (Louis Graveure (en)).
Nicholls chante avec la compagnie d'opéra Quinlan (en) au cours de sa tournée en Australie en 1912. Elle est fréquemment une interprète à la Royal Opera House, de Covent Garden, jusqu'en 1924, et l'une des principales chanteuses de la Compagnie de l'Opéra national britannique (en), sous la baguette de Sir Thomas Beecham et d'autres grands chefs d'orchestre du moment.
En 1933, elle chante le rôle d'Elisabeth dans une production de Tannhauser. Peut-être à cause de ses efforts excessifs pendant la Première Guerre mondiale, sa voix disparaît et sa carrière de chanteuse finit aussi soudainement qu'il a commencé. Par la suite, elle se consacre à l'enseignement et au coaching.
Nicholls est morte à Londres, à l'âge de 82 ans.

## Enregistrements
Sa voix pure, forte, bien formée et régulière peut être entendue sur une poignée d'enregistrements Gramophone des chansons et des airs qu'elle a donnés entre 1909 et 1921 environ. Ceux-ci ont été re-masterisés et réédités sur CD au cours des dernières années. Malheureusement, aucune de ses interprétations de Bach, Mozart ou Wagner ne figure dans sa courte discographie. Le procédé acoustique d'enregistrement d'avant 1925 fait qu'il est difficile de capturer une puissante voix comme celle de Nicholls et, selon les discographes, elle a refusé d'approuver la plupart de ses disques pour une diffusion publique en raison de l'insuffisance de leur son.
Elle participe à l'une des plus grandes compilation de chants classiques, The EMI Record of Singing où elle apparaît dans le Volume I - L'école anglaise.

## Décorations
- Ordre de l'Empire britannique à titre civil : « Commander of the Most Excellent Order of the British Empire (CBE) » pour services rendus pendant la Première Guerre mondiale[1]
- Birthday Honours 1923[8]

## Source
- Le Ménestrel, Paris, 1833-1940 (lire en ligne), lire en ligne sur Gallica